# Cảng Sài Gòn

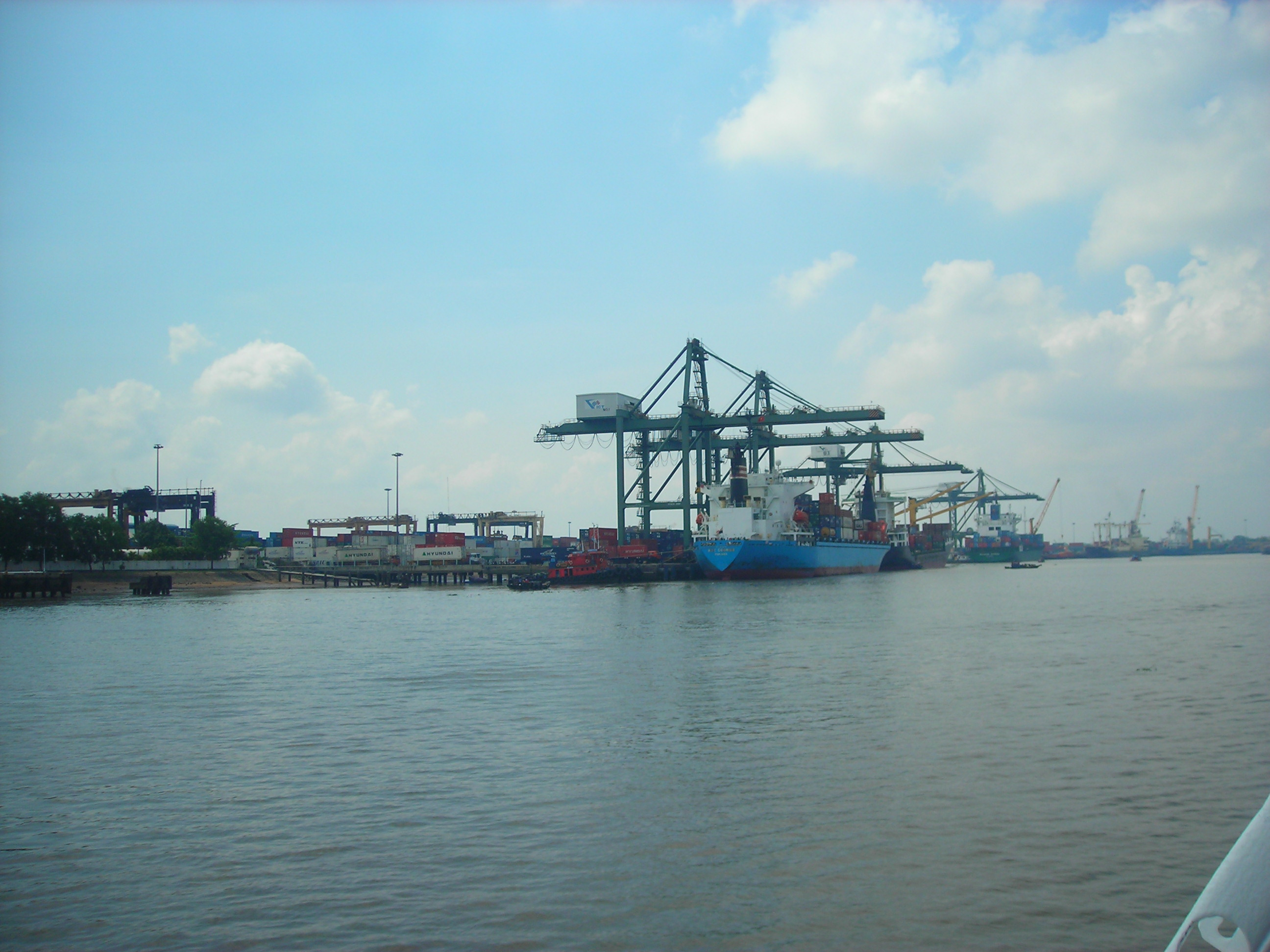
Cảng Sài Gòn

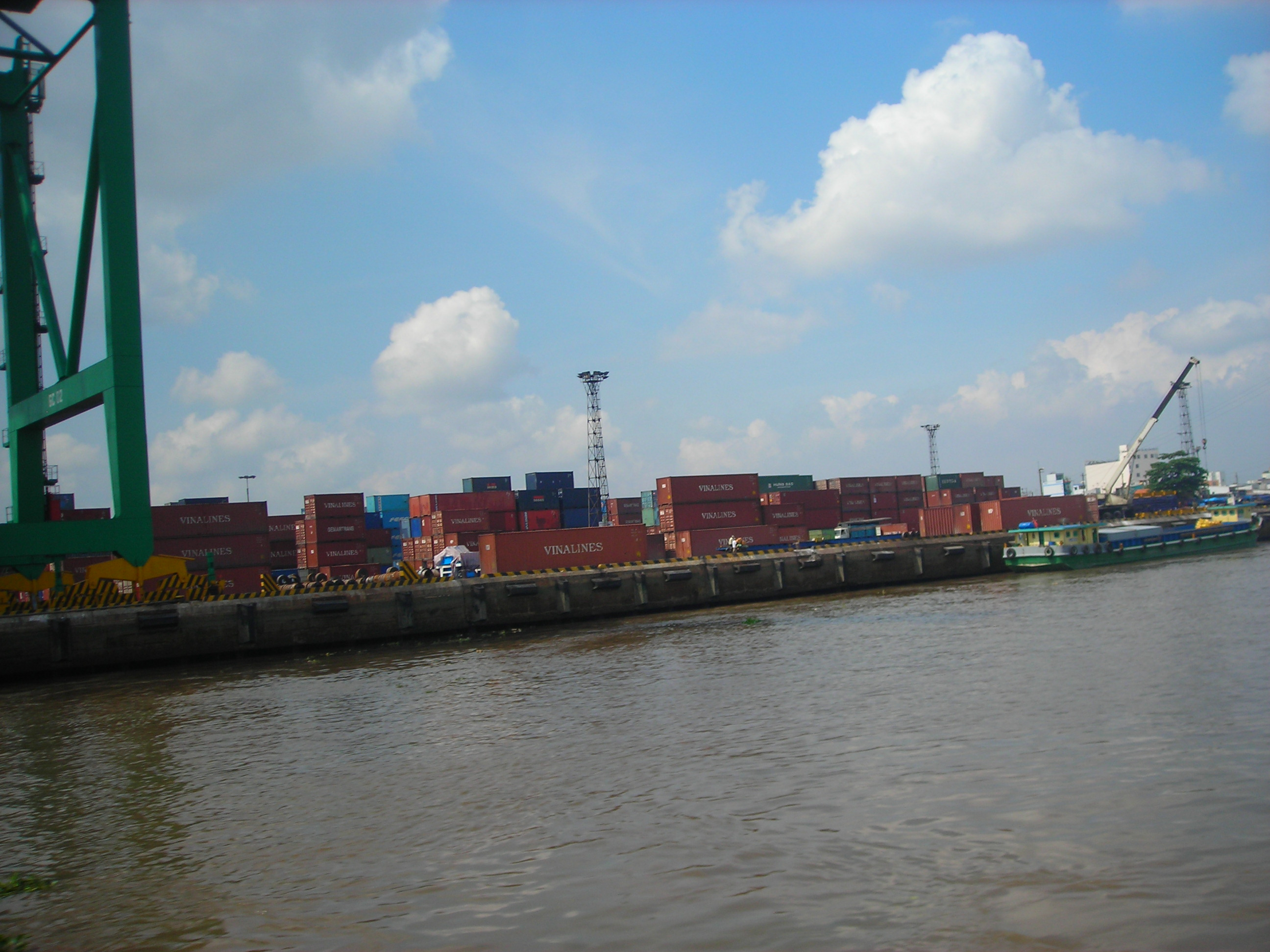
Cảng Sài Gòn

Cảng Sài Gòn là một hệ thống cảng biển tổng hợp cấp quốc gia bao gồm các cảng tại Thành phố Hồ Chí Minh là hệ thống cảng biển lớn nhất ở Việt Nam có vị trí chiến lược trong việc phát triển kinh tế, đóng vai trò là cửa ngõ quốc tế của cả nước trong các hoạt động xuất khẩu và nhập khẩu. Năm 2006, tổng khối lượng hàng hóa thông qua cảng là 35 triệu tấn.
Cụm cảng Sài Gòn bao gồm các khu bến cảng:
- Các khu bến cảng tổng hợp và cảng container, gồm:
  - Cảng Hiệp Phước trên sông Soài Rạp: hiện tại có thể tiếp nhận tàu trọng tải đến 20 nghìn DWT, theo quy hoạch sẽ có thể tiếp nhận tàu đến 80 nghìn DWT vào năm 2020,[cần dẫn nguồn]
  - Cảng Cát Lái trên sông Đồng Nai: có thể tiếp nhận tàu đến 30 nghìn DWT[cần dẫn nguồn]
- Các khu bến cảng tổng hợp địa phương và chuyên dùng trên sông Sài Gòn, Nhà Bè có thể tiếp nhận tàu từ 10 nghìn đến 30 nghìn DWT, gồm:[cần dẫn nguồn]
  - Tân Cảng,
  - Bến Nghé,
  - Khánh Hội,
  - Nhà Rồng,
  - Tân Thuận.
- Chính phủ Việt Nam đã có kế hoạch xây dựng thêm khu bến Cần Giuộc, Gò Công trên sông Soài Rạp thuộc địa phận Long An và Tiền Giang làm khu bến vệ tinh cho các khu bến chính trong cảng Sài Gòn.[cần dẫn nguồn]

Năm 2005, Chính phủ Việt Nam đã phê duyệt di dời, chuyển đổi công năng các cảng trong hệ thống cảng Sài Gòn ra ngoại thành, cụ thể sẽ là công năng cảng vận tải hàng hóa của các cảng Nhà Rồng, Khánh Hội, Tân Thuận sẽ dời ra cảng Hiệp Phước ở Nhà Bè, của các cảng còn lại như Tân Cảng sẽ dời đến cảng Cát Lái (Thủ Đức), nhà máy đóng tàu Ba Son ở quận 1 cũng sẽ di dời. Các khu bến tàu hiện tại chủ yếu sẽ phục vụ vận tải hành khách với năng lực đón nhận tàu tới 60 nghìn GRT vào năm 2015.

## Lịch sử thành lập

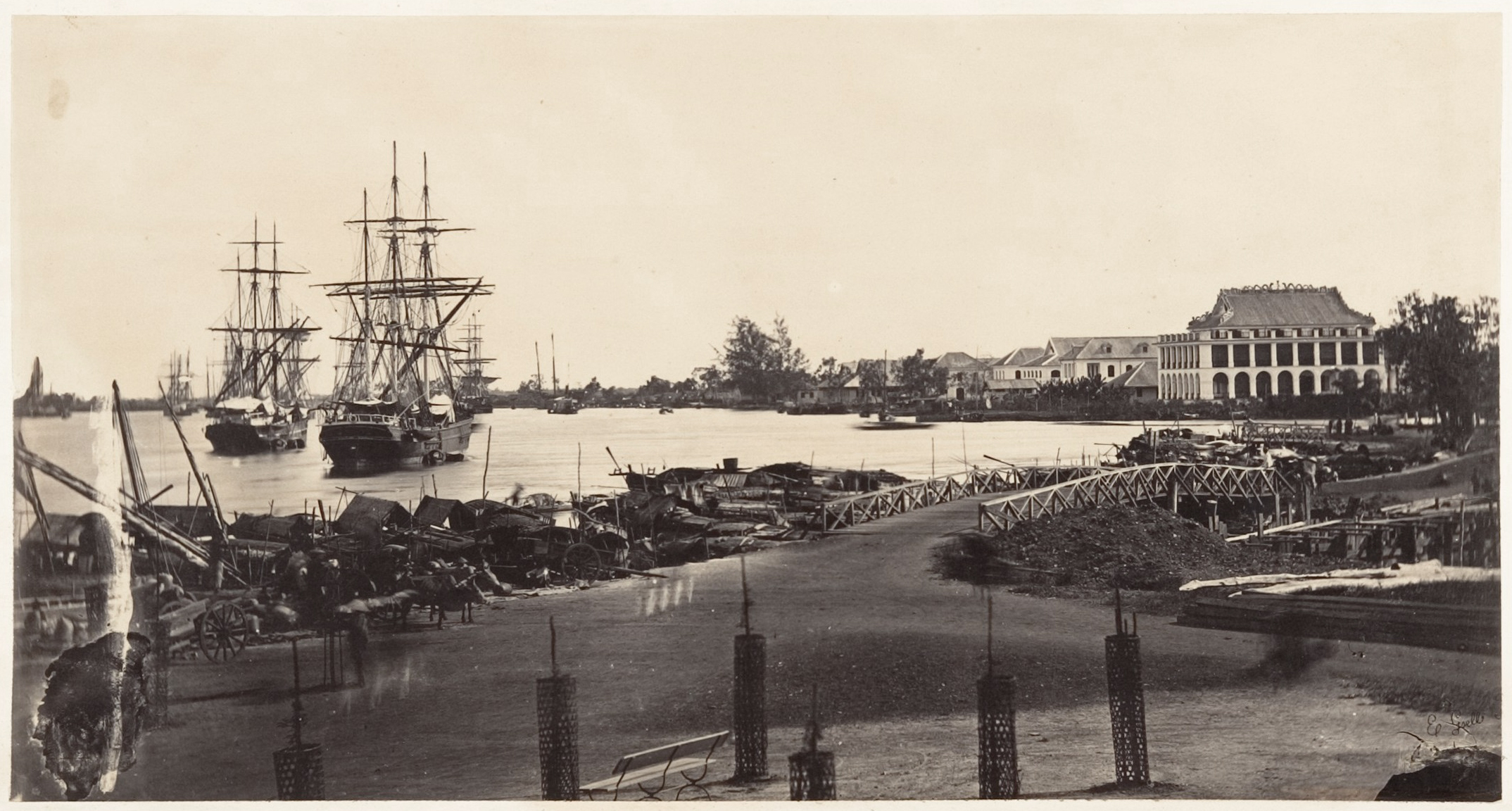
Cảng Sài Gòn, hình chụp khoảng năm 1866. Bức hình này sau đó được khắc vẽ lại trong sách “La France illustrée” (1884) của V. A. Malte-Brun và bài của bác sĩ Albert Morice trong Tour du Monde, 1875.

Cảng Sài Gòn được thành lập vào ngày 22 tháng 2 năm 1860 dưới thời Pháp thuộc với tên gọi Thương Cảng Sài Gòn. Cảng nằm dọc theo sông Sài Gòn, cách biển 45 dặm (83 km) với tổng diện tích 3.860.000 m² vào gồm 5 khu vực:
- Khu vực Hàm Nghi: 4 km dọc bờ phải sông Sài gòn với 3 cầu tàu cho tàu nội địa.
- Khu vực Nhà Rồng (vị trí cũ): dọc sông Tàu Hủ với 3 cầu tàu cho tàu nước ngoài.
- Khu vực Khánh Hội: dài 1.25 km với 11 cầu tàu cho tàu nước ngoài.
- Khu vực Chợ Cá: 3 cầu tàu và 2 bến.

Đến năm 1939, Sài Gòn trở thành cảng đứng hàng thứ 7 trong số các thương cảng của Đế quốc Pháp, vận chuyển 3.000.000 tấn trong đó 2.000 tấn xuất-nhập hàng hóa tàu biển thuộc mọi quốc tịch.
Vào giữa thập niên 1960 dưới thời Việt Nam Cộng hòa kho Cảng Sài Gòn có diện tích 73.799m² với năng suất chứa 45.000 tấn hàng hóa.
Từ ngày 25 tháng 7 năm 1975, Thương Cảng Sài Gòn đổi tên mới là Cảng Sài Gòn theo quyết định của Tổng cục trưởng Tổng cục đường biển. Cảng Sài Gòn có tổng diện tích là 475.000 m², 3 bến xếp dỡ với chiều dài cầu tàu:
- Bến Nhà Rồng (428 m)
- Bến Khánh Hội (1,264 m)
- Bến Tân Thuận (866.5 m)

và nhiều phao buộc neo dọc hai bên bờ sông.
Qua nhiều giai đoạn phát triển, ngày nay, Cảng Sài Gòn là một cảng quốc tế, cảng chính của Nam Bộ. Tổng diện tích mặt bằng là 570.000 m² gồm 5 bến cảng (Nhà Rồng, Khánh Hội, Tân Thuận I, Tân Thuận II và Cần Thơ) với 2.830 m cầu tàu, 250.000 m² bãi, và 80.000 m² kho hàng. Mới đây, Cảng Sài Gòn đã thực hiện thành công dịch vụ trung chuyển container, mở đường cho giai đoạn phát triển mới của ngành Hàng hải Việt Nam trong quá trình hội nhập quốc tế.
Ngày 16/5/2009, Thành phố Hồ Chí Minh bắt đầu chuyến di dời các cảng trong hệ thống cảng Sài Gòn ra cảng Hiệp Phước (Nhà Bè)  và sau đó sẽ hình thành nên Khu đô thị cảng Hiệp Phước hiện đại. Ngoài ra cũng trong tháng 5/2009, Thành phố Hồ Chí Minh đã bắt đầu nạo vét luồng Soài Rạp (trong hệ thống sông Đồng Nai) sâu đến 9m trong năm 2010 để khi cảng Hiệp Phước đưa vào hoạt động sẽ có thể đón các tàu 50.000 tấn (DWT) và sau 2010 sẽ nạo vét sâu đến hơn 12m để có thể đón các tàu 70.000 tấn (DWT) qua đó có thể nâng công suất của cảng Hiệp Phước lên đến 250 triệu tấn/1 năm. Dự kiến đây sẽ là khu cảng hiện đại nhất Việt Nam cùng với cảng Cát Lái và Cái Mép-Thị Vải.

## Nhiệm vụ
Phát triển bền vững như Cảng hàng đầu của đất nước, cửa ngõ hàng hải chính của nước Việt Nam đi đến các nước trong khu vực và trên thế giới.

## Mục tiêu
- Cải tiến các tiêu chuẩn dịch vụ so với các cảng khác trong khu vực[cần dẫn nguồn]
- Phát triển và khai thác cảng nước sâu như là Cảng chiến lược quốc gia ở miền Nam Việt Nam[cần dẫn nguồn]

## Quan hệ quốc tế
- Thành viên của Hiệp hội Cảng biển Quốc tế (IAPH).[cần dẫn nguồn]
- Thành viên của Hiệp hội Cảng biển Việt Nam (VPA)[cần dẫn nguồn]
- Thành viên chính của VPA tham gia vào các hoạt động của Hiệp hội Cảng biển ASEAN (APA).[cần dẫn nguồn]
- Các Cảng kết nghĩa: Trạm Giang (Trung Quốc), Ōsaka (Nhật Bản), Los Angeles (Hoa Kỳ).[cần dẫn nguồn]

## Truyền thống của Cảng Sài Gòn
Với lịch sử phát triển lâu dài, Cảng Sài Gòn đã khẳng định được truyền thống hoạt động và cống hiến tốt đẹp của mình vì lợi ích của khách hàng và từ đó góp phần vào sự phát triển kinh tế của đất nước.
Với nhiệm vụ xuất sắc và sự cống hiến hiệu quả của Cảng đối với sự phát triển kinh tế của đất nước, Cảng Sài Gòn đã được Chính phủ tặng Danh hiệu Anh hùng Lao động.
Ngày 5 tháng 6 được chọn làm ngày truyền thống của Cảng Sài Gòn. Ngày này được chọn để tưởng nhớ ngày Bác Hồ ra đi tìm đường cứu nước vào năm 1911 tại Bến Nhà Rồng.